# Nebukaure
Nebukaure (auch Nubkaure, Nebu-kau-Re) war ein altägyptischer Nomarch, der sein Amt mindestens vom siebten bis zum 18. Regierungsjahr des Sesostris III. ausübte. Bei seinem Namen handelt sich um den Thronnamen von Amenemhet II.
Eine längere Amtszeit ist möglich, da erst ab dem neunten Regierungsjahr des Amenemhet III. ein Nomarch namens Sesostris belegt und der Vorgänger des Nebukaure vor dem siebten Regierungsjahr von Sesostris III. bislang unbekannt ist. Nebukaure trug die Titel hatia und imi-ra hut-netjer.

## Lahunpapyri
Unter den Lahunpapyri sind mehrere Briefwechsel zwischen Nebukaure und dem Hausvorsteher sowie Schreiber Horemsaef erhalten, der im Totentempel des Sesostris II. seinen Dienst ausübte.
In der Ägyptologie fanden die Fragmente des Papyrus Berlin 10012 besondere Beachtung, da dort der heliakische Aufgang des Sirius im siebten Regierungsjahr des Sesostris III. für den 16. Peret IV schriftlich angekündigt wurde. Es handelt sich in diesem Fall um eine Briefabschrift aus dem Tempeltagebuch an den obersten Vorlesepriester Pepihetep.